# La Roquebrussanne
La Roquebrussanne is een gemeente in het Franse departement Var (regio Provence-Alpes-Côte d'Azur) en telt 1973 inwoners (2004). De plaats maakt deel uit van het arrondissement Brignoles.

## Geografie
De oppervlakte van La Roquebrussanne bedraagt 37,4 km², de bevolkingsdichtheid is 52,8 inwoners per km².
De onderstaande kaart toont de ligging van La Roquebrussanne met de belangrijkste infrastructuur en aangrenzende gemeenten.

## Demografie
Onderstaande figuur toont het verloop van het inwonertal (bron: INSEE-tellingen).